# Worship Music
Worship Music — десятый студийный альбом американской трэш-метал-группы Anthrax, выпущенный 12 сентября 2011 года по всему миру, кроме США, где он был выпущен 13 сентября.
Это первый альбом после творческой паузы группы длиной 8 лет. Worship Music знаменует возвращение бывшего вокалиста Anthrax Джоуи Белладонна, участника классического состава коллектива с 1984 по 1992 год.
Ведущим синглом с альбома стала песня «Fight ’Em ’Til You Can’t», вышедшая за три недели до выпуска пластинки. Альбом дебютировал на 12 строчке американского хит-парада.

## Список композиций
Слова и музыка всех песен — написаны Джоуи Белладонной, Скоттом Иэном, Фрэнком Белло и Чарли Бенанте, кроме кавер-версии группы Refused — «New Noise», созданной музыкантами Refused; соавтором песен 2, 3, 4, 5, 8, 11, 12 и 13 выступил Дэн Нельсон.
| №                   | Название                                         | Длительность |
| ------------------- | ------------------------------------------------ | ------------ |
| 1.                  | «Worship»                                        | 1:41         |
| 2.                  | «Earth on Hell»                                  | 3:11         |
| 3.                  | «The Devil You Know»                             | 4:46         |
| 4.                  | «Fight ’Em ’Til You Can’t»                       | 5:49         |
| 5.                  | «I’m Alive»                                      | 5:37         |
| 6.                  | «Hymn 1»                                         | 0:39         |
| 7.                  | «In the End»                                     | 6:48         |
| 8.                  | «The Giant»                                      | 3:47         |
| 9.                  | «Hymn 2»                                         | 0:44         |
| 10.                 | «Judas Priest»                                   | 6:24         |
| 11.                 | «Crawl»                                          | 5:29         |
| 12.                 | «The Constant»                                   | 5:01         |
| 13.                 | «Revolution Screams»                             | 6:10         |
| 14.                 | «New Noise» (кавер-версия Refused, скрытый трек) | 4:45         |
| Общая длительность: | Общая длительность:                              | 65:43        |

## Участники записи
Список составлен по сведениям базы данных Discogs

| Anthrax: - Джоуи Беладонна — вокал - Роб Каджано — соло-гитара, бэк-вокал - Скотт Иэн — ритм-гитара, бэк-вокал - Фрэнк Белло — бас-гитара, бэк-вокал - Чарли Бенанте — ударные Приглашённые музыканты: - Дэн Нельсон — соавтор песен 2, 3, 4, 5, 8, 11, 12 и 13 - Элисон Чесли — виолончель | Технический персонал: - Роб Каджано — музыкальный продюсер - Anthrax — продюсирование - Джей Растон — сведение и дополнительное продюсирование - Асим Али — звукорежиссёр - Энди Лагис — ассистент звукорежиссёра - Алекс Росс — художественное оформление - Чарли Бенанте — концепция художественного оформления - Дуглас Хойссер — художественное оформление, дизайн обложки - Росс Халфин — фотографии |

## Позиции в хит-парадах
| Чарт (2011)                         | Высшая позиция | Пребывание |
| ----------------------------------- | -------------- | ---------- |
| Австралия (ARIA)                    | 35             | 1 неделя   |
| Австрия (Ö3 Austria)                | 30             | 2 недели   |
| Бельгия/Фландрия (Ultratop)         | 65             | 1 неделя   |
| Бельгия/Валлония (Ultratop)         | 55             | 3 недели   |
| Великобритания (UK Albums Chart)    | 49             | 1 неделя   |
| Германия (Offizielle Top 100)       | 13             | 2 недели   |
| Ирландия (IRMA)                     | 62             | 1 неделя   |
| Испания (PROMUSICAE)                | 70             | 1 неделя   |
| Италия (Classifica album)           | 37             | 1 неделя   |
| Канада (Canadian Albums Chart)      | 33             | нет данных |
| Нидерланды (Album Top 100)          | 64             | 2 недели   |
| США (Billboard 200)                 | 12             | 6 недель   |
| Финляндия (Suomen virallinen lista) | 6              | 5 недель   |
| Франция (SNEP)                      | 62             | 2 недели   |
| Чехия (ČNS IFPI)                    | 28             | нет данных |
| Швеция (Sverigetopplistan)          | 25             | 2 недели   |
| Швейцария (Schweizer Hitparade)     | 28             | 2 недели   |
| Шотландия (Scottish Albums OCC)     | 35             | 1 неделя   |
| Япония (Oricon)                     | 28             | нет данных |